# 鄒堯臣
邹尧臣（？年—？年），字廷俞，號和峰，雲南大理府趙州人，民籍。明朝政治人物。

## 生平
正德十四年（1519年）己卯科雲貴鄉試舉人，嘉靖五年（1526年）丙戌科第三甲第一百三十六名進士，次年授江西建昌府南城县知县，十一年五月选授陕西道試監察御史，次年實授，十三年巡按四川，十八年巡按广西，出为浙江按察司副使，官至江西左参政，嘉靖二十二年（1543年）丁艱歸，不再出仕。

## 家族
始祖邹衢，原为湖广興國州人，永樂年间以岁贡官云南鹤庆府经历，娶严氏，生子高敏，遂定居趙州。曾祖邹紀。祖父邹希孟。父邹华；母孫氏。尧臣长子庠生邹世贤，次子廪生邹世科，三子庠生邹世如，四子庠生邹世昌，五子童生邹世箕。